# Pleurothallis paquishae
Pleurothallis paquishae är en orkidéart som beskrevs av Carlyle August Luer. Pleurothallis paquishae ingår i släktet Pleurothallis och familjen orkidéer. Inga underarter finns listade i Catalogue of Life.